# Pacifique de Valigny
 (juin 2018).
Si vous disposez d'ouvrages ou d'articles de référence ou si vous connaissez des sites web de qualité traitant du thème abordé ici, merci de compléter l'article en donnant les références utiles à sa vérifiabilité et en les liant à la section « Notes et références ».
Pacifique de Valigny, de son vrai nom Henri-Louis-Joseph Buisson, né le 7 septembre 1863 à Valigny, hameau de Glénay dans les Deux-Sèvres, et mort le 29 septembre 1943 à Montréal, est un prêtre capucin français, missionnaire auprès des Micmacs de Gaspésie.

## Biographie

### Débuts
Il fait son noviciat en Espagne où il est ordonné prêtre en 1886 à Vic en Catalogne. Ses supérieurs l’envoient au Canada en 1890 et l’affectent à l’enseignement de la philosophie à Ottawa.
L’Ordre des pères Capucins s'implante au Canada à la fin du XIXe siècle, afin de détourner l'obligation du service militaire auquel tout Français doit alors se plier, religieux compris. En 1894, Mgr André-Albert Blais, se présente à eux pour leur demander de prendre en charge la mission de Ristigouche ; le père Alfred de Carouge, supérieur des pères capucins, accepte et se rend en visite dès l'été suivant dans sa nouvelle mission, en compagnie du père Pacifique. Dès lors, ce dernier travaille sur les plans spirituel, mais aussi social et culturel.
Du point de vue religieux, le père Pacifique a tout à faire ; desservir au premier titre les Micmacs de Ristigouche, mais aussi les paroisses annexes de Pointe-à-la-Garde et de Saint-Fidèle, établir des services religieux pour ses ouailles et enseigner la foi. Dès son arrivée en 1894, il fait construire une chapelle en remplacement de l’église incendiée l’année précédente.

### Défenseur de la culture autochtone
En 1910, il célèbre le tricentenaire de la conversion du grand chef micmac Membertou, il organise alors un congrès de toutes les tribus de la nation vivant dans les Maritimes.

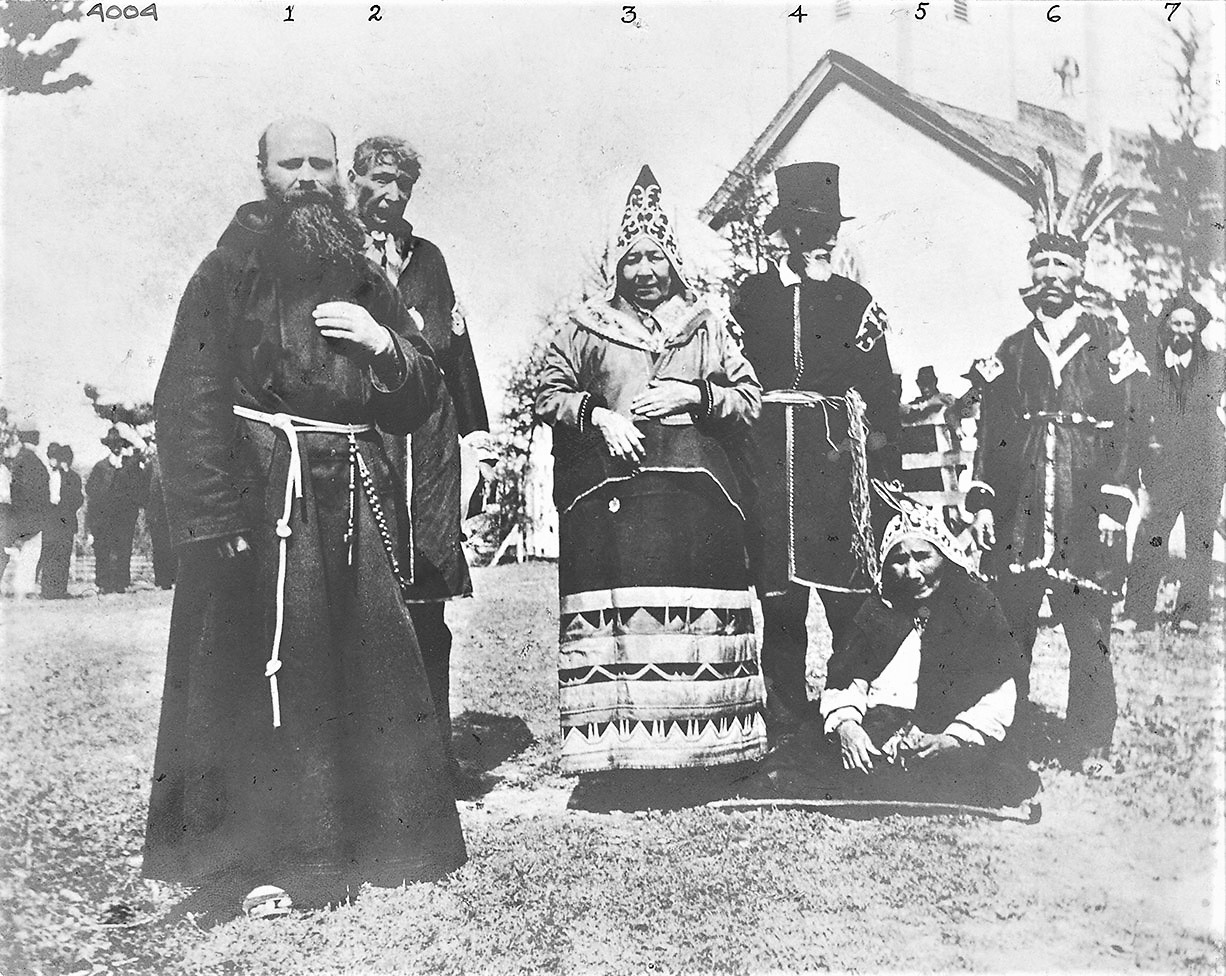
Le père Pacifique et des Micmacs

Le père Pacifique, qui ayant appris le micmac, organise désormais le service pastoral dans les trois langues parlées par les Micmacs ; le micmac, l’anglais et le français.
Le père Pacifique veut non seulement communiquer avec ses fidèles dans leur langue maternelle, mais il entend également redonner à cette dernière ses lettres de noblesse. Ainsi, il dispense des leçons de micmac aux religieuses du Saint-Rosaire que l’on fait venir pour enseigner et faire le catéchisme aux jeunes enfants de la réserve.
Chaque semaine, il publie un billet dans la langue indigène dans l’hebdomadaire New Freeman. Pour la première fois, les Micmacs de la Gaspésie et du Nouveau-Brunswick profitent des moyens modernes de communication.
Au-delà de cette contribution personnelle, le père Pacifique désire mettre ses fidèles en contrôle de leurs moyens de diffusion culturelle. Il crée, dans ce but, une maison d'édition qui publie Le Paroissien micmac.
Sur le plan scientifique, le père Pacifique veut faire connaître davantage la communauté amérindienne de Ristigouche et y contribue grandement.
En 1906, il participe à une réunion de scientifiques tenue à Québec, le « 15e Congrès international des Américanistes », et fait un discours sur Les caractéristiques de la Tribu des Micmacs.
En 1910, il profite du Congrès eucharistique international de Montréal pour présenter un rapport sur la dévotion des Micmacs à l’Eucharistie depuis trois siècles.

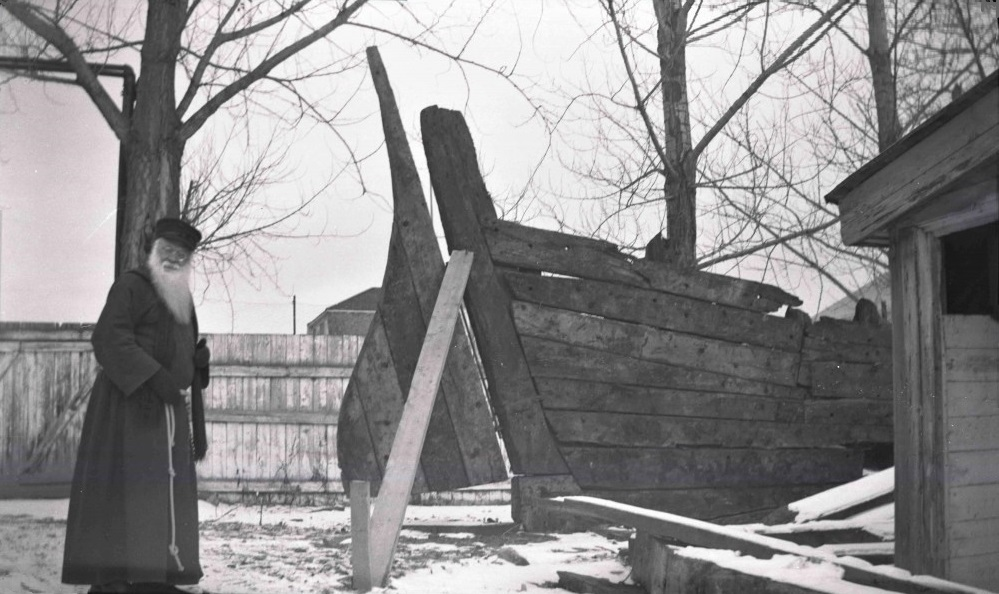
Père Pacifique près du
Marquis de Malauze, 1946

 Enfin, il dote la réserve de Ristigouche d'un musée et élabore une collection d'objets anciens et récents issus de la culture matérielle micmaque. Il retire également du fond de la rivière Ristigouche les restes du navire français Le Machault et les présente aux touristes.
Son apostolat se termine en 1931 à la suite de son rappel à Montréal par les supérieurs de sa communauté de l’Ordre des Franciscains.
Le père Pacifique est décédé en 1945.

## Œuvre
- Almanach micmac, 1902 ;
- Le Paroissien micmac, 1912 ;
- Le Catéchisme micmac, 1913 ;
- Livret de Chants et de Prières en micmac, 1913 ;
- Alasotmamgeoel ;
- Prayer Book in Micmac ;
- Teloigiget Lnoi Patlias ;
- Petite histoire de la religion en Micmac ;
- Sacred History in Micmac ;
- Sag metj teli pmi Alasotmeoinoimgel osgitgamog ;
- Cahier d'exercice sur la grammaire micmaque ;
- Toponymie d’origine micmaque dans les provinces maritimes, 1934 ;
- Chroniques des plus anciennes églises de l'Acadie, L'Echo De Saint-Francois 1944.